# 川根本町
川根本町（かわねほんちょう）は、静岡県榛原郡に位置する町。東は静岡市、西は浜松市、南は島田市と接しており、北は長野県との県境となっている。

## 概要
大井川上流部に位置し、周囲東西約23km、南北約40kmで面積497平方キロメートルと県全体の6.4%を占めており、町域の90%以上が森林という山あいの町である。2005年（平成17年）9月20日、静岡県中部の本川根町と中川根町が合併して成立した。
南アルプス南部の山麓と前衛の山々が織り成す四季折々の美しい景観の中に「美女づくりの湯」と呼ばれる寸又峡温泉、「若返りの湯」と呼ばれる接岨峡温泉（せっそきょうおんせん）がある。町の最北部に位置する光岳の南西側の一帯は、本州で唯一の原生自然環境保全地域に指定されている。
日本唯一のアプト式ラック鉄道を有する大井川鐵道井川線（南アルプスあぷとライン）、蒸気機関車牽引列車（SL列車）がほぼ毎日走る大井川鐵道大井川本線、徳山のしだれ桜、南赤石林道周辺のアカヤシオ・シロヤシオなど観光資源に恵まれる一方、大井川を挟むように茶園が広がる、銘茶「川根茶」のふるさとである。
2003年静岡国体のカヌー競技会場（フラットウォーター、スラローム、ワイルドウォーター）で、「カヌーの町」として、カヌー教室やカヌー大会を定期的に開催している。
「日本で最も美しい村連合」に加盟している。

## 地理

### 気候
概要
- 太平洋岸気候の南海型に属しているが、山間部に位置しているため中央高地式気候の影響も受けている。
- ケッペンの気候区分では、温暖湿潤気候 (Cfa) に属している。

気温
- 年平均気温は14.0℃。最暖月は25.2℃（8月）。最寒月は3.0℃（1月）。
- 周囲を山々に囲まれた盆地に位置しているため、年較差や日較差が大きい。
- 夏は、最高気温が35℃以上の猛暑日になることも多いが、熱帯夜は少ない。
- 冬は、静岡県内では珍しく最低気温が0℃以下の冬日になる日が多くあり、最低気温が−5℃以下にまでに冷え込むことも珍しくない。

降水量
- 年降水量の平均は3103.4mmだが、年によっては年降水量が4,000mmを超えることもある多雨地域である。特に、梅雨（6月）から台風（10月）の季節の雨量が多い。
- 降水量最多月439.5mm（9月）。最小月97.7mm（1月）。
- 冬季は南岸低気圧や、冬型の気圧配置の影響を受け降雪があり、積雪を観測することもある。

出典: 川根本町（静岡県)　平年値（年・月ごとの値） - 気象庁 過去の気象データ検索
| 川根本町（1991年 - 2020年）の気候  | 川根本町（1991年 - 2020年）の気候 | 川根本町（1991年 - 2020年）の気候 | 川根本町（1991年 - 2020年）の気候 | 川根本町（1991年 - 2020年）の気候 | 川根本町（1991年 - 2020年）の気候 | 川根本町（1991年 - 2020年）の気候 | 川根本町（1991年 - 2020年）の気候 | 川根本町（1991年 - 2020年）の気候 | 川根本町（1991年 - 2020年）の気候 | 川根本町（1991年 - 2020年）の気候 | 川根本町（1991年 - 2020年）の気候 | 川根本町（1991年 - 2020年）の気候 | 川根本町（1991年 - 2020年）の気候 |
| 月                                 | 1月                               | 2月                               | 3月                               | 4月                               | 5月                               | 6月                               | 7月                               | 8月                               | 9月                               | 10月                              | 11月                              | 12月                              | 年                                |
| ---------------------------------- | --------------------------------- | --------------------------------- | --------------------------------- | --------------------------------- | --------------------------------- | --------------------------------- | --------------------------------- | --------------------------------- | --------------------------------- | --------------------------------- | --------------------------------- | --------------------------------- | --------------------------------- |
| 最高気温記録 °C （°F）             | 19.3 (66.7)                       | 24.8 (76.6)                       | 27.1 (80.8)                       | 30.3 (86.5)                       | 33.5 (92.3)                       | 37.5 (99.5)                       | 38.7 (101.7)                      | 39.6 (103.3)                      | 37.3 (99.1)                       | 32.1 (89.8)                       | 26.3 (79.3)                       | 21.6 (70.9)                       | 39.6 (103.3)                      |
| 平均最高気温 °C （°F）             | 10.1 (50.2)                       | 11.2 (52.2)                       | 14.4 (57.9)                       | 19.4 (66.9)                       | 23.8 (74.8)                       | 26.3 (79.3)                       | 30.2 (86.4)                       | 31.4 (88.5)                       | 27.7 (81.9)                       | 22.5 (72.5)                       | 17.3 (63.1)                       | 12.2 (54)                         | 20.6 (69.1)                       |
| 日平均気温 °C （°F）               | 3.0 (37.4)                        | 4.2 (39.6)                        | 7.6 (45.7)                        | 12.6 (54.7)                       | 17.1 (62.8)                       | 20.6 (69.1)                       | 24.4 (75.9)                       | 25.2 (77.4)                       | 21.9 (71.4)                       | 16.4 (61.5)                       | 10.4 (50.7)                       | 5.1 (41.2)                        | 14.0 (57.2)                       |
| 平均最低気温 °C （°F）             | −2.6 (27.3)                       | −1.9 (28.6)                       | 1.6 (34.9)                        | 6.6 (43.9)                        | 11.4 (52.5)                       | 16.2 (61.2)                       | 20.3 (68.5)                       | 21.0 (69.8)                       | 17.9 (64.2)                       | 11.9 (53.4)                       | 5.3 (41.5)                        | −0.3 (31.5)                       | 9.0 (48.2)                        |
| 最低気温記録 °C （°F）             | −10.6 (12.9)                      | −10.5 (13.1)                      | −8.0 (17.6)                       | −3.5 (25.7)                       | 1.3 (34.3)                        | 7.8 (46)                          | 12.9 (55.2)                       | 14.5 (58.1)                       | 8.3 (46.9)                        | 0.6 (33.1)                        | −3.6 (25.5)                       | −9.5 (14.9)                       | −10.6 (12.9)                      |
| 降水量 mm （inch）                 | 97.7 (3.846)                      | 134.8 (5.307)                     | 247.0 (9.724)                     | 260.3 (10.248)                    | 267.6 (10.535)                    | 336.7 (13.256)                    | 431.1 (16.972)                    | 328.3 (12.925)                    | 439.5 (17.303)                    | 292.4 (11.512)                    | 169.8 (6.685)                     | 100.7 (3.965)                     | 3,103.4 (122.181)                 |
| 平均降水日数 （≥1.0 mm）           | 5.8                               | 6.8                               | 10.5                              | 10.9                              | 11.4                              | 13.9                              | 14.2                              | 13.0                              | 13.3                              | 11.5                              | 7.8                               | 6.5                               | 125.4                             |
| 平均月間日照時間                   | 193.0                             | 179.6                             | 187.7                             | 185.8                             | 177.5                             | 119.1                             | 142.4                             | 171.1                             | 131.1                             | 152.0                             | 168.0                             | 185.4                             | 1,993.9                           |
| 出典1：Japan Meteorological Agency |                                   |                                   |                                   |                                   |                                   |                                   |                                   |                                   |                                   |                                   |                                   |                                   |                                   |
| 出典2：気象庁                      |                                   |                                   |                                   |                                   |                                   |                                   |                                   |                                   |                                   |                                   |                                   |                                   |                                   |

地形は、変化と起伏に富んでおり、地域内の標高差は2,400m以上に及ぶ。最高地点である光岳の南西側は本州唯一の原生自然環境保全地域に指定され、太平洋岸におけるブナ帯からハイマツ帯に至る典型的な垂直分布が見られる。
また、「鵜山の七曲がり」をはじめとして山岳地帯の河川に見られる「嵌入蛇行」の典型例が見られる。

### 山地
主な山
- 光岳 (2,592m)  - 町内最高峰
- 池口岳 (2,392m)
- 大無間山 (2,330m)
- 黒法師岳 (2,068m)
- 蕎麦粒山 (1,627m)
- 朝日岳、板取山、山犬段、大札山、三ツ星山など

### 河川
主な川
- 大井川  - 一級河川
- 寸又川  - 一級河川

### 湖
主な湖沼
- 接岨湖（長島ダム）
- 大井川ダム
- 寸又川ダム
- 境川ダム
- 塩郷ダム など

### 隣接している自治体・行政区
静岡県
- 静岡市（葵区） - 境界の一部が未定
- 浜松市（天竜区）
- 島田市

長野県
- 飯田市

## 歴史
- 2005年（平成17年）9月20日 - 中川根町と本川根町の合併により発足。
- 2014年（平成26年）6月 - 川根本町を含む南アルプス地域がユネスコエコパークに登録される[2]。
- 2015年（平成27年）10月 - 日本で最も美しい村連合に加盟[2]。

## 人口
2022年（令和4年）8月1日現在、2,767世帯6,125人が暮らしている。
| |                                          |  |
| 川根本町と全国の年齢別人口分布（2005年） | 川根本町の年齢・男女別人口分布（2005年） |  |
| ■紫色 ― 川根本町 ■緑色 ― 日本全国 | ■青色 ― 男性 ■赤色 ― 女性                |  |
| 川根本町（に相当する地域）の人口の推移 \| 1970年（昭和45年） \| 15,205人 \| \| \| 1975年（昭和50年） \| 13,939人 \| \| \| 1980年（昭和55年） \| 12,776人 \| \| \| 1985年（昭和60年） \| 11,902人 \| \| \| 1990年（平成2年） \| 11,126人 \| \| \| 1995年（平成7年） \| 10,687人 \| \| \| 2000年（平成12年） \| 9,785人 \| \| \| 2005年（平成17年） \| 8,988人 \| \| \| 2010年（平成22年） \| 8,074人 \| \| \| 2015年（平成27年） \| 7,192人 \| \| \| 2020年（令和2年） \| 6,206人 \| \| |                                          |  |
| 総務省統計局 国勢調査より |                                          |  |
| 1970年（昭和45年） | 15,205人                                 |  |
| 1975年（昭和50年） | 13,939人                                 |  |
| 1980年（昭和55年） | 12,776人                                 |  |
| 1985年（昭和60年） | 11,902人                                 |  |
| 1990年（平成2年） | 11,126人                                 |  |
| 1995年（平成7年） | 10,687人                                 |  |
| 2000年（平成12年） | 9,785人                                  |  |
| 2005年（平成17年） | 8,988人                                  |  |
| 2010年（平成22年） | 8,074人                                  |  |
| 2015年（平成27年） | 7,192人                                  |  |
| 2020年（令和2年） | 6,206人                                  |  |

## 行政
歴代町長
1. 杉山嘉英（2005年10月16日 - 2009年10月15日）
2. 佐藤公敏（2009年10月16日 - 2013年10月15日）
3. 鈴木敏夫（2013年10月16日 - 2021年10月15日）
4. 薗田靖邦（2021年10月16日 - ）

庁舎
- 川根本町役場 本庁舎（郵便番号428-0313 静岡県榛原郡川根本町上長尾627）
- 川根本町役場 総合支所（郵便番号428-0411 静岡県榛原郡川根本町千頭1183-1）
- 川根本町教育委員会（郵便番号428-0411 静岡県榛原郡川根本町千頭1183-1）

## 産業
農業
全国的に知られる「川根茶」の産地で、天皇杯や全国品評会等で産地賞受賞などを多く受賞している。また農業生産額では、ほとんどを茶（生葉）、紅茶が占めている。
2000年（平成12年）での農家1戸あたりの平均経営耕地面積は0.41haと、県平均の0.69haのおよそ6割に過ぎず、経営規模は小さいといえる。
林業
町の森林面積は、町全体の約94%を占めている。そのうち国有林の比率が高いのが特徴で、県内国有林の28.6%を占めている。
工業
町には少数だが精密機械、電気機械、製茶（仕上茶製造工場）等の企業が立地している。2001年（平成13年）の時点で、事業所は35か所、従業者数は719人、製造品出荷額は89億円弱となっている。
県全体の水準と比較して1事業所当たりの規模が小さいこと、従業員1人当たりの出荷額が低いことが特徴。
建設業
全産業に占める建設業の比率を見ると、事業所数が13.1%、従業者数が18.8%を占め、県全体よりも高い数値を示している。特に従業者数の構成比は、県全体の水準7.6%の2倍以上の数値を示しており、地域の雇用の受け皿として重要な産業であることがうかがえる。
商業
2002年（平成14年）の商業統計をもとに、地域内の小売業を見てみると、店舗数は215店、従業者数702人、年間商品販売額は約68億円となっている。このことから、町内には大規模小売店舗立地法に基づく店舗面積1,000m2以上の大型店舗がなく、小規模店舗が多いことが分かる。
観光
町内には日本で5か所のみという原生自然環境保全地域の大井川源流部、静岡の自然100選に選ばれたブナの原生林などの美しい自然に加え、寸又峡温泉、接岨峡温泉、白沢温泉、千頭温泉の温泉、さらには大井川鐵道のSL列車通年運転や日本で唯一のアプト式鉄道などの、様々な観光資源がある。

## 主な学校
町内の小中学校にICT機器を取り入れ、より高度なICT教育を推進している。また、日本教育工学協会 (JAET) の「学校情報化優良校」にも認定されている。

### 義務教育学校
- 川根本町立三ツ星学園
- 川根本町立光の森学園

### 高等学校
- 静岡県立川根高等学校

## 交通

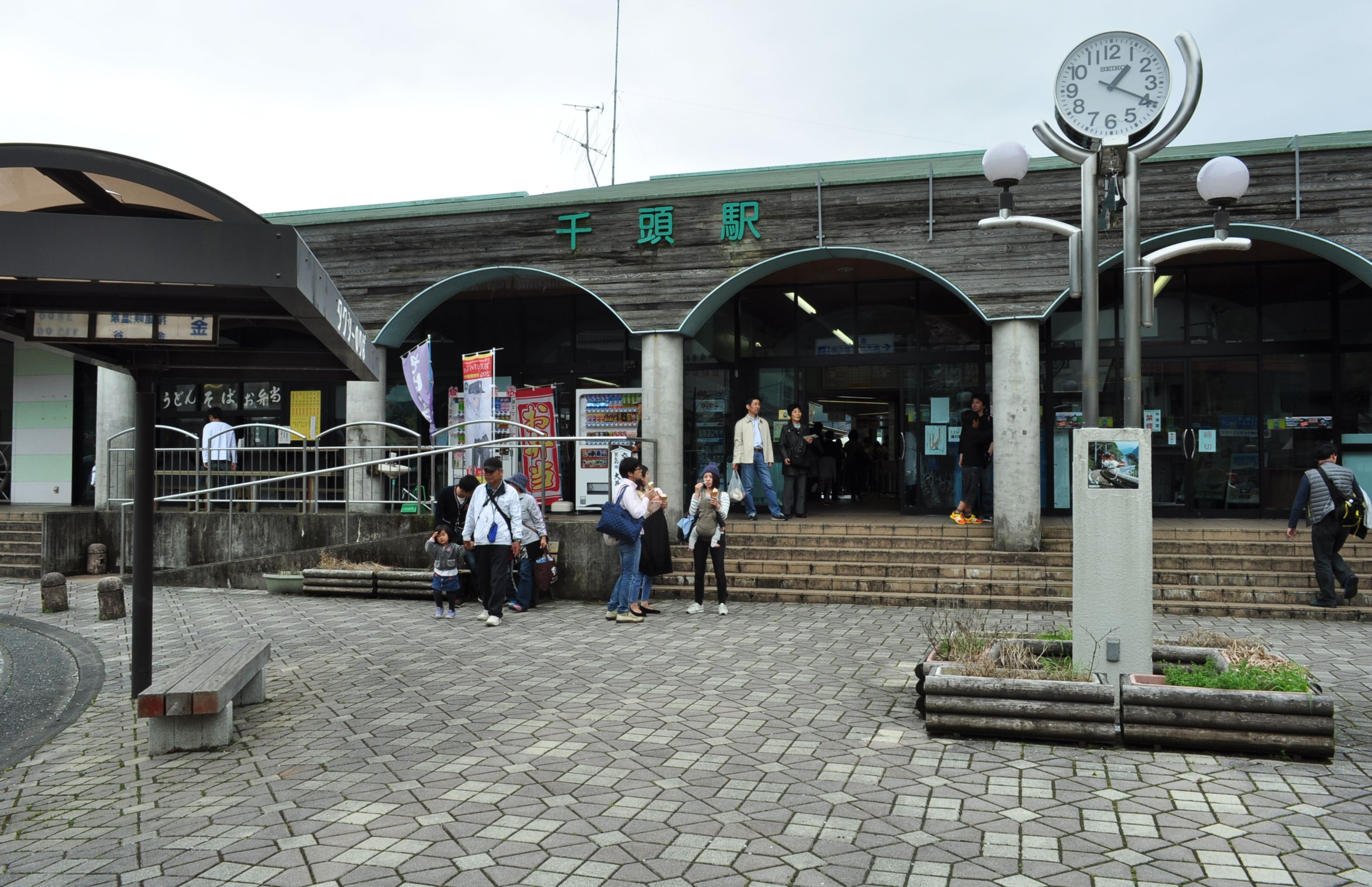
千頭駅

### 鉄道路線
- 大井川鐵道
  - 大井川本線：地名駅 - 塩郷駅 - 下泉駅 - 田野口駅 - 駿河徳山駅 - 青部駅 - 崎平駅 - 千頭駅
  - 井川線：千頭駅 - 川根両国駅 - 沢間駅 - 土本駅 - 川根小山駅 - 奥泉駅 - アプトいちしろ駅 - 長島ダム駅 - ひらんだ駅 - 奥大井湖上駅 - 接岨峡温泉駅 - 尾盛駅

### 路線バス
- 大鉄アドバンス（閑蔵線）
- 川根本町営バス（千頭・家山線、寸又峡線）（大鉄アドバンスが受託運行）

### デマンド型乗合タクシー
- 南部おでかけ号（町民のみ利用可能）
- 北部おでかけ号（町民のみ利用可能）

### 道路
- 一般国道
  - 国道362号
  - 国道473号
- 都道府県道
  - 静岡県道77号川根寸又峡線
  - 静岡県道263号春野下泉停車場線
  - 静岡県道388号接岨峡線
- 道の駅
  - フォーレなかかわね茶茗舘
  - 奥大井音戯の郷

## 名所・旧跡・観光スポット・祭事・催事

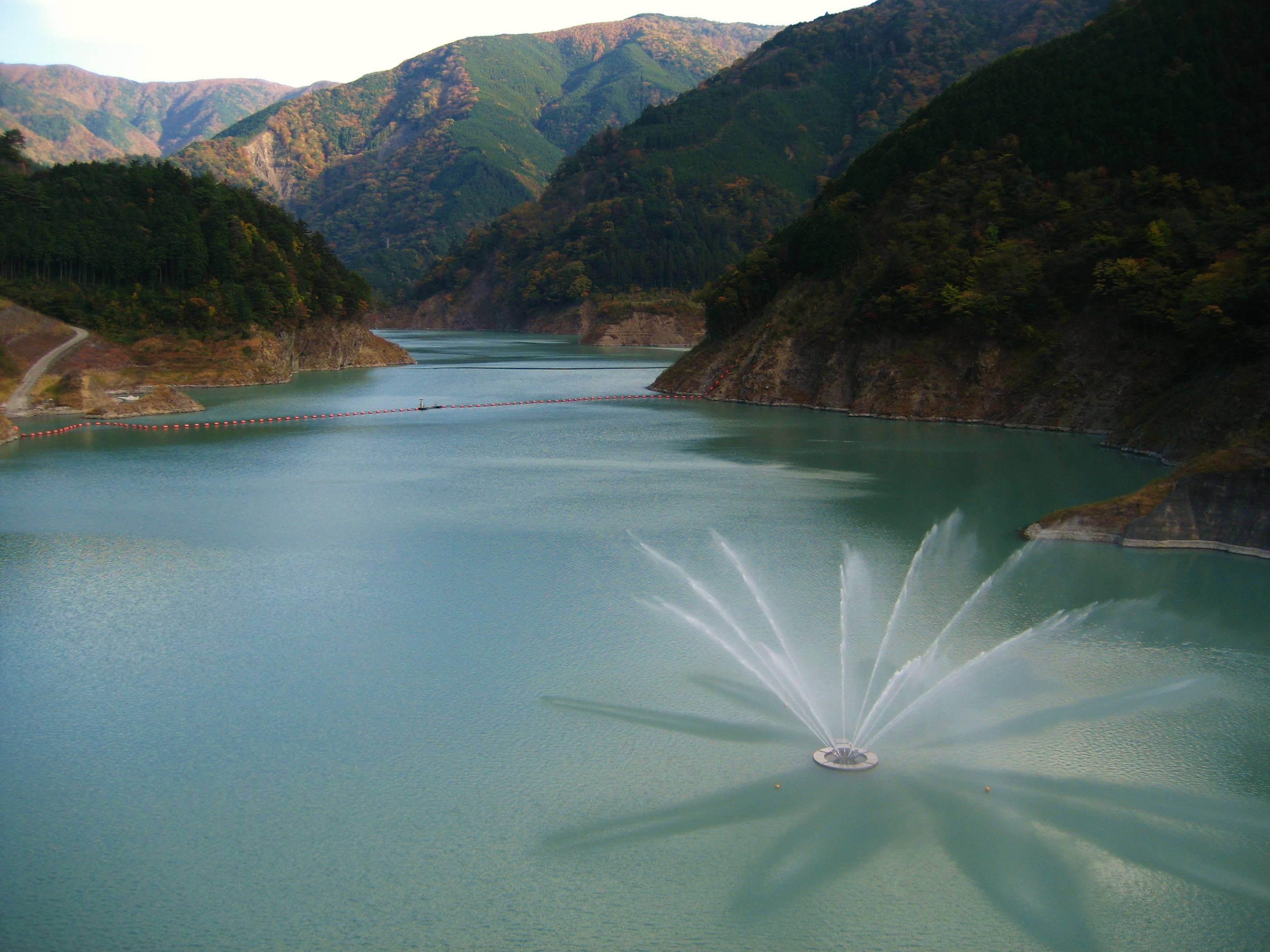
接岨湖

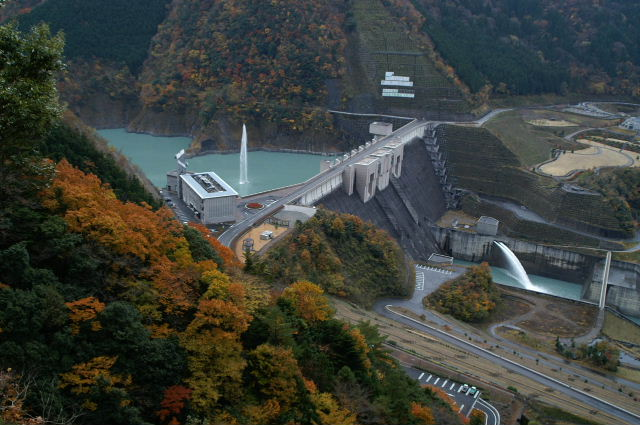
長島ダム

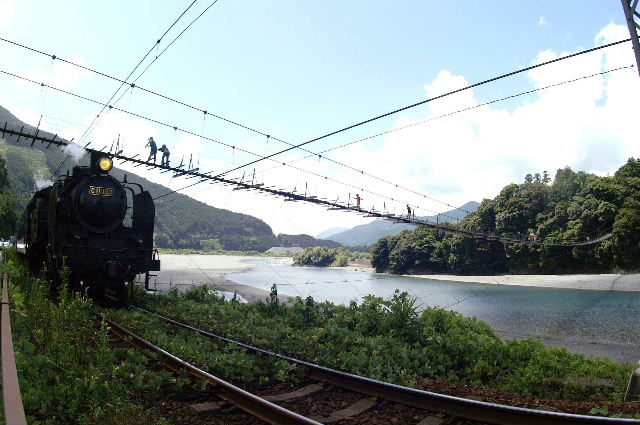
久野脇橋とSL

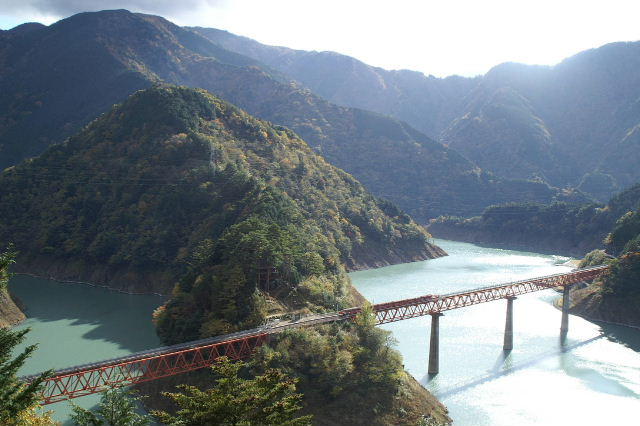
奥大井湖上駅

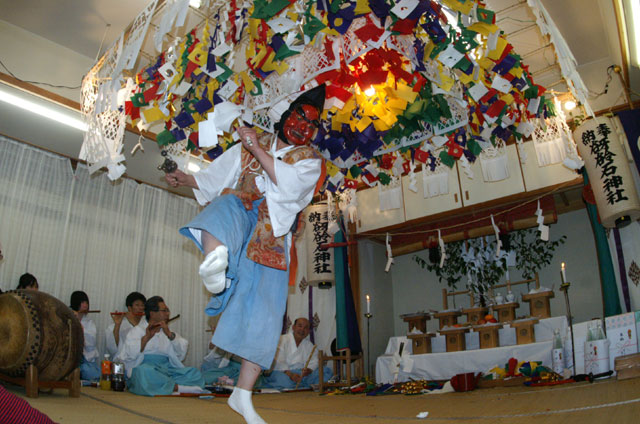
梅津神楽「金丸の舞」

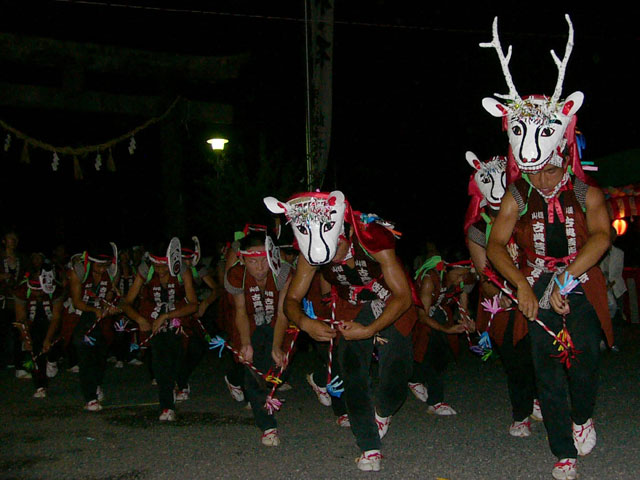
徳山の盆踊「鹿ん舞」

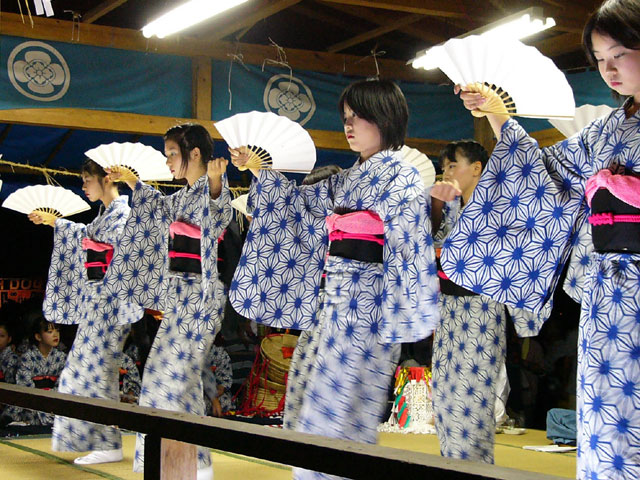
徳山の盆踊「ヒーヤイ」

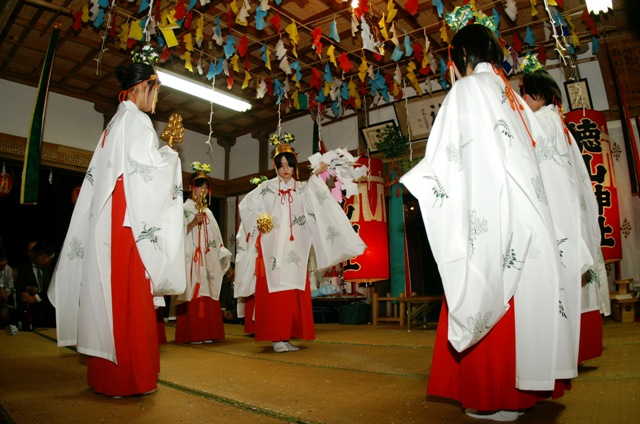
徳山神楽「八王子の舞」

### 温泉
- 寸又峡温泉
- 接岨峡温泉
- 白沢温泉
- 千頭温泉

### キャンプ場
- くのわき親水公園キャンプ場
- 池の谷ファミリーキャンプ場
- 八木キャンプ場
- 三ツ星オートキャンプ場
- 不動の滝自然広場オートキャンプ場
- アプトいちしろキャンプ場
- 中川根自然キャンプ場
- ハックルファーム エコ・ビレッジ

### 観光施設
- 千頭SL資料館
- 奥大井 音戯の郷
- フォーレなかかわね茶茗舘
- 資料館 やまびこ
- なかかわね三ツ星天文台
- 長島ダムふれあい館

### 紅葉
- 寸又峡
- 接岨峡
- 山犬段
- 大札山

### 吊り橋
- 夢の吊橋
- 久野脇橋（塩郷の吊橋）
- 小長井の吊橋
- 両国吊橋
- 青部の吊橋
- 小山の吊橋
- 池の谷の吊橋
- 南アルプス接岨大吊橋
- 夢想吊橋

### 祭事・催事
- 梅津神楽（1月） - 静岡県指定無形民俗文化財
- 春を呼ぶ天狗まつり（3月）
- 南アルプス寸又峡口山開き（7月）
- 接岨湖フェスタ（7月）
- 平谷の流したい（7月）
- 長島のたる流し（8月）
- 徳山の盆踊（8月） - 「鹿ん舞・ヒーヤイ」：国の重要無形民俗文化財
- 徳山神楽（10月） - 静岡県指定無形民俗文化財
- 寸又峡和紙のあかり展（10月）
- 寸又峡もみじまつり（10月）
- 川根本町産業文化祭（11月）
- 奥大井ふるさと祭り（11月）
- 接岨湖まつりオータムフェア（11月）
- 寸又峡温泉感謝祭（12月）

### その他
- 長島ダム（接岨湖）
- 不動の滝
- 徳山のしだれ桜
- 外森山のアカヤシオ
- 大札山のシロヤシオ・アカヤシオ
- 大井川本線のSL列車（通年）、きかんしゃトーマス号・ジェームス号の運行（期間限定）
- 千頭駅構内でのヒロ・パーシーの展示、ラスティーの遊覧列車の運行
- アプト式鉄道（トロッコ列車）
- 奥大井湖上駅
- 日本一短いトンネル（大井川鐵道地名駅）
- 日本一高い私鉄鉄橋（関ノ沢鉄橋）
- 大井川鐵道車両用転車台（千頭駅構内） - 国の登録有形文化財
- 徳谷神社（小長井城址）
- 赤石太鼓（現在は赤石太鼓保存会に改称）

## 出身人物
- 生田信（『劔岳 点の記』に登場する測量助手）
- かせきさいだぁ≡
- 金澤大将（元プロサッカー選手、菊川南陵高等学校校長）
- 高木壬太郎（青山学院大学 第4代院長）
- 豊田直巳 （フォトジャーナリスト）
- 大村朱澄 (カヌー選手)
- だいちぃ（はじめしゃちょーの畑、YouTuber）
- 池本夢実（プロボクサー）

## 町内の住所（大字）
- 壱町河内（いちょうごうち）
- 上長尾（かみながお）
- 久野脇（くのわき）
- 下泉（しもいずみ）
- 下長尾（しもながお）
- 地名（じな）
- 田野口（たのくち）
- 徳山（とくやま）
- 水川（みずかわ）
- 元藤川（もとふじかわ）
- 青部（あおべ）

- 犬間（いぬま）
- 梅地（うめじ）
- 奥泉（おくいずみ）
- 上岸（かみきし）
- 桑野山（くわのやま）
- 崎平（さきだいら）
- 千頭（せんず）
- 田代（たしろ）
- 東藤川（ひがしふじかわ）

## 川根本町を舞台とする作品
- 映画『星は夜空に見えるもの』（ウンノヨウジ/監督・脚本、2018年）の劇中の舞台となった町である。[5][6]